# Генріх Даврінґгаузен
Генріх Марія Даврінґгаузен (нім. Heinrich Maria Davringhausen; 21 жовтня 1894, Аахен, Німеччина — 13 грудня 1970, Кань-сюр-Мер, Ніцца, Франція) — німецький художник, представник напрямків «нова речевість» і «магічний реалізм».

## Життєпис
1913—1914 — навчається в Дюссельдорфській академії мистецтв, паралельно бере приватні уроки у Вільгельма Екштейна.
1914 — персональна виставка в Дюссельдорфській художній галереї Альфреда Флехтгаймера.
1914 — мандрівка в Аскону.
1915—1918 — художник живе і працює в Берліні.
1918 — переїзд у Мюнхен; бере участь у виставці «Нове релігійне мистецтво» в Художньому музеї Мангаймі.
1919 — персональна виставка в галереї Нового Мистецтва в Мюнхені; участь у першій виставці художньої групи «Молодий Рейнланд» в Художньому музеї Дюссельдорфа.
1922 — повертається в Берлін.
1923 — персональна виставка в галереї Альфреда Флехтгаймера.
1924—1925 — подорож в Іспанію.
1925 року бере участь у виставці «Нова речевість» у Художньому музеї Мангейма.
1927 — переїзд до Кельна, дружба з художником Антоном Редершайдтом.
1928 — учасник виставок «Простір і настінний живопис», організованих мистецьким об'єднанням Кельна і дюссельдорфською групою «Нове мистецтво».
1933 року зі своєю дружиною-єврейкою емігрує з Німеччини, спочатку на Майорку, а згодом у Швейцарію і Францію.
1939—1940 — з початком Другої світової війни інтернований в таборі поблизу Кань-сюр-Мер.
1945 — повернення в Кань-сюр-Мер.